# Antonia Cenide
Antonia Cenide (in latino Antonia Caenis; ... – 75) è stata una schiava, poi affrancata, di Antonia minore, la madre dell'imperatore Claudio, per la quale svolgeva il compito di segretaria, ma nota soprattutto per essere stata l'amante (contubernium) dell'imperatore Vespasiano.

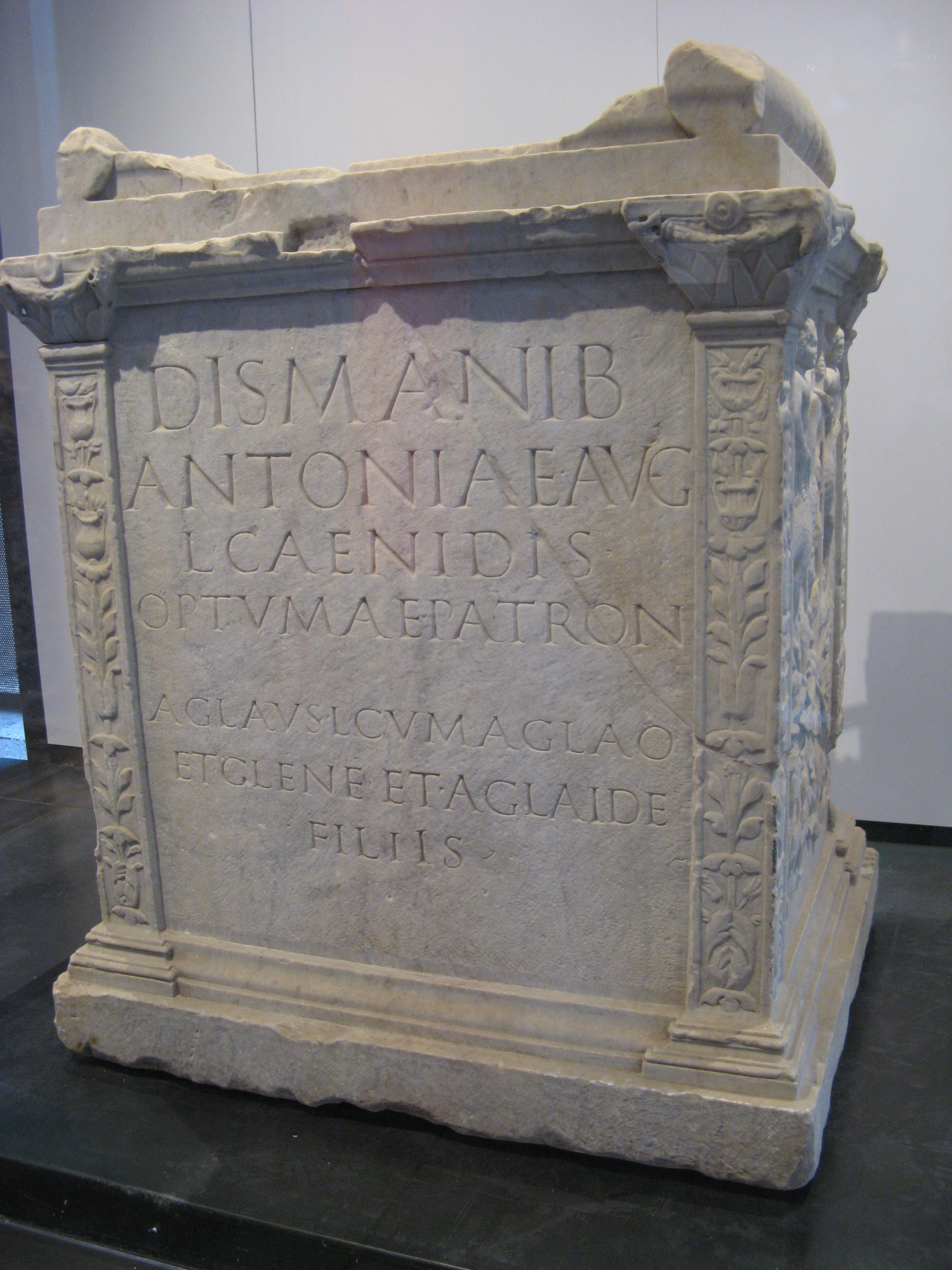
La stele funeraria di Antonia Cenide

Durante il matrimonio di Vespasiano con Flavia Domitilla maggiore divenne dapprima l'amante dell'imperatore e poi, alla morte della moglie, prima del 69, la sua concubina, e tale rimase anche dopo che Vespasiano salì al trono.
Antonia Cenide ebbe una forte influenza su di lui e accumulò ingenti fortune attraverso i doni offerti da coloro che tentavano così di guadagnare i favori dell'imperatore. Ma nonostante venisse considerata dall'imperatore alla stregua di una moglie legittima, Svetonio ci narra un episodio in cui Domiziano, il figlio di Vespasiano, la trattò con disprezzo, porgendole la mano da baciare.
Visse a Roma in una lussuosa villa sulla via Nomentana nei pressi di Porta Nomentana, dove morì nel 75. A lei è dedicata un'iscrizione trovata su un'ara della villa:
(CIL VI, 12037)

## Nella cultura di massa
- Cenide è una dei personaggi principali della serie Il destino dell'imperatore di Robert Fabbri, incentrata sulla vita di Vespasiano.